# Rally-VM 1997
Rally-VM 1997 vanns av Tommi Mäkinen, Finland.

## Delsegrare
| Rally               | Vinnare          | Märke      |
| ------------------- | ---------------- | ---------- |
| Monte Carlo-rallyt  | Piero Liatti     | Subaru     |
| Svenska rallyt      | Kenneth Eriksson | Subaru     |
| Safarirallyt        | Colin McRae      | Subaru     |
| Portugisiska rallyt | Tommi Mäkinen    | Mitsubishi |
| Katalanska rallyt   | Tommi Mäkinen    | Mitsubishi |
| Korsikanska rallyt  | Colin McRae      | Subaru     |
| Argentinska rallyt  | Tommi Mäkinen    | Mitsubishi |
| Akropolisrallyt     | Carlos Sainz     | Ford       |
| Nyzeeländska rallyt | Kenneth Eriksson | Subaru     |
| Finska rallyt       | Tommi Mäkinen    | Mitsubishi |
| Indonesiska rallyt  | Carlos Sainz     | Ford       |
| Sanremorallyt       | Colin McRae      | Subaru     |
| Australienrallyt    | Colin McRae      | Subaru     |
| Brittiska rallyt    | Colin McRae      | Subaru     |

## Slutställning
| Placering | Förare           | Märke      | Poäng |
| --------- | ---------------- | ---------- | ----- |
| 1         | Tommi Mäkinen    | Mitsubishi | 63    |
| 2         | Colin McRae      | Subaru     | 62    |
| 3         | Carlos Sainz     | Ford       | 52    |
| 4         | Juha Kankkunen   | Ford       | 29    |
| 5         | Kenneth Eriksson | Subaru     | 28    |
| 6         | Piero Liatti     | Subaru     | 24    |